# Medalha Chambers
A Medalha Chambers (em inglês:  Chambers Medal) é um prémio atribuído pela Royal Statistical Society aos membros da RSS que não foram eleitos presidentes da sociedade e que se distinguiram pelos seus serviços em prole da Real sociedade de Estatística.
O galardão foi criado em homenagem a Paul Chambers.

## Laureados[2]
- 1977 A. A. Greenfield
- 1980 W. R. Buckland
- 1983 I. D. Hill (1926 - 2015)
- 1986 E. J. Snell
- 1989 D. M. G. Wishart
- 1992 P. R. Fisk
- 1995 A. P. Haws e P. G. Moore
- 1998 V. Barnett
- 2001 G. Clarke
- 2004 F. Duckworth
- 2008 P. Holmes
- 2010 Sheila Bird
- 2014 Jenny Lannon